# Æsel
Æslet (Equus africanus asinus), også kaldet tamæslet, er et tæmmet medlem af hestefamilien, der menes at nedstamme fra det nu stærkt truede afrikanske vildæsel (Equus africanus). De asiatiske vildæsler onageren (Equus hemionus) og kiangen (Equus kiang) er to andre vilde arter, der er nært beslægtede.
I antikken var æslet det dyr, man så mest ned på og anså for et slavedyr (eksempelvis i Æsops fabler og Apulejus fra Madauras roman Det gyldne æsel).

## Nuværende status
I 2006 anslog man, at der globalt findes 41 millioner æsler: Flest i Kina med 11 millioner, efterfulgt af Pakistan, Ethiopien og Mexico. En opgørelse fra 2017 pegede på, at den kinesiske bestand da var faldet til 3 millioner dyr. Også bestandene i Afrika er under pres. Begge steder er årsagen stigende efterspørgsel på æselprodukter i Kina.
I skemaet herunder ses antallet af æselracer og deres procentdel af verdenspopulationen i FAO's regionsinddeling i 2006:
| Region                     | Antal racer | % af verdens bestand |
| -------------------------- | ----------- | -------------------- |
| Afrika                     | 26          | 26,9                 |
| Asien og Stillehavsområdet | 32          | 37,6                 |
| Europa og Kaukasus         | 51          | 3,7                  |
| Latinamerika og Caribien   | 24          | 19,9                 |
| Mellemøsten                | 47          | 11,8                 |
| USA og Canada              | 5           | 0,1                  |
| Samlet i hele verden       | 185         | 41 millioner dyr     |

## Æsler i populærkultur
- I slang er et æsel en nystartet stand-up-komiker, som skal på scenen første gang.
- Æsel er det danske navn for æslet i bl.a. Shrek og Shrek 2.
- Der er ikke nogen æsler i computerspillet Donkey Kong, selvom navnet kunne antyde det.
- Æsel er det danske navn for Eeyore fra Peter Plys.